# Tlapa de Comonfort
Tlapa de Comonfort (del náhuatl: tlapalli, tlapaqui ‘teñir, tintorero’‘lugar de tinteros o en donde se tiñe’), conocida simplemente como Tlapa, es una ciudad mexicana del estado de Guerrero y a su vez cabecera del municipio homónimo. Se encuentra a 342 kilómetros de la Ciudad de México y forma parte de la región La Montaña de dicha entidad.
La ciudad de Tlapa de Comonfort se encuentra comunicada vía terrestre por la Carretera Federal 93 que atraviesa la ciudad y comunica en el estado a la ciudad capital Chilpancingo con la localidad de Jilotepec, esta última cercana a la frontera con el estado de Puebla.
Es la quinta ciudad más poblada del estado acumulando un total de 96,125 habitantes en 2020, de acuerdo con el último conteo y delimitación oficial realizada en 2020 en conjunto por el Instituto Nacional de Estadística y Geografía, el Consejo Nacional de Población y la Secretaría de Desarrollo Social.
Actualmente la ciudad de Tlapa es el principal centro comercial, educativo y de servicios de la región. Al igual que la ciudad más poblada y moderna de la región de La Montaña, además de concentrar los principales establecimientos públicos y privados.

## Toponimia
Para algunos historiadores la palabra Tlapa proviene del vocablo náhuatl: Tlappan o Tluhpan, que significa “lugar donde lavan”; existen otros que sostienen que significa “lugar de tintoreros” y por último, otros aseguran que proviene del vocablo náhuatl: Tlachichlopa, que quiere decir “pueblo quemado”.
El municipio se fundó en el año de 1850 al ser erigido el Estado de Guerrero. El 22 de octubre de 1890, obtiene el agregado de “Comonfort”, al elevarse su rango de villa a la ciudad.
El agregado de Comonfort es en honor al general Ignacio Comonfort, militar liberal en la Revolución de Ayutla.. La Ley Orgánica de División Territorial del 30 de mayo de 1908, la reconoce como “Ciudad Comonfort”, quien como comandante militar y prefecto, realizó en esta ciudad varias mejoras materiales y administrativas, llegando a ocupar posteriormente, la Presidencia de la República. Como dato adicional, Tlapa se lee como Tinda'i/Tanda'i en mixteco.

## Historia
El 20 de marzo de 1824, por Decreto, se le menciona como partido del estado de Puebla. El 27 de mayo de 1837, por Decreto, es distrito del partido del mismo nombre en el estado de Puebla. El 27 de octubre de 1849 se incorpora al nuevo estado de Guerrero. El 12 de marzo de 1850, por Decreto número 16, el nombre del distrito de Tlapa se cambia por el de distrito de Morelos. El 22 de octubre de 1880, por Decreto número 44, Tlapa recibe el rango de ciudad y el agregado “de Comonfort”, en recuerdo del presidente Ignacio Comonfort. Se nombra Tlapa al municipio, por mandato de Ley de División Territorial del 6 de agosto de 1952 y el oficio número 3044 del 9 de noviembre de 1953, siendo gobernador del estado el licenciado Alejandro Gómez Maganda.

## Geografía

### Clima
Los climas predominantes son: subhúmedo semicálido y subhúmedo cálido, con una temperatura promedio de 24 °C de abril a junio. El temporal de lluvias se presenta en verano, con precipitación promedio de 772 mm. 
| Parámetros climáticos promedio de Tlapa | Parámetros climáticos promedio de Tlapa | Parámetros climáticos promedio de Tlapa | Parámetros climáticos promedio de Tlapa | Parámetros climáticos promedio de Tlapa | Parámetros climáticos promedio de Tlapa | Parámetros climáticos promedio de Tlapa | Parámetros climáticos promedio de Tlapa | Parámetros climáticos promedio de Tlapa | Parámetros climáticos promedio de Tlapa | Parámetros climáticos promedio de Tlapa | Parámetros climáticos promedio de Tlapa | Parámetros climáticos promedio de Tlapa | Parámetros climáticos promedio de Tlapa |
| Mes                                     | Ene.                                    | Feb.                                    | Mar.                                    | Abr.                                    | May.                                    | Jun.                                    | Jul.                                    | Ago.                                    | Sep.                                    | Oct.                                    | Nov.                                    | Dic.                                    | Anual                                   |
| --------------------------------------- | --------------------------------------- | --------------------------------------- | --------------------------------------- | --------------------------------------- | --------------------------------------- | --------------------------------------- | --------------------------------------- | --------------------------------------- | --------------------------------------- | --------------------------------------- | --------------------------------------- | --------------------------------------- | --------------------------------------- |
| Temp. máx. abs. (°C)                    | 40.1                                    | 43.5                                    | 43.5                                    | 45.5                                    | 46.0                                    | 43.5                                    | 42.5                                    | 40.5                                    | 39.5                                    | 38.5                                    | 41.6                                    | 37.1                                    | 46.0                                    |
| Temp. máx. media (°C)                   | 31.0                                    | 33.0                                    | 35.5                                    | 36.7                                    | 36.3                                    | 33.1                                    | 32.0                                    | 32.1                                    | 31.3                                    | 31.7                                    | 31.5                                    | 30.8                                    | 32.9                                    |
| Temp. media (°C)                        | 21.9                                    | 23.6                                    | 25.9                                    | 27.6                                    | 28.0                                    | 26.6                                    | 25.6                                    | 25.6                                    | 25.1                                    | 24.5                                    | 23.1                                    | 21.9                                    | 25.0                                    |
| Temp. mín. media (°C)                   | 12.8                                    | 14.1                                    | 16.2                                    | 18.5                                    | 19.8                                    | 20.1                                    | 19.2                                    | 19.2                                    | 18.9                                    | 17.2                                    | 14.7                                    | 13.1                                    | 17.0                                    |
| Temp. mín. abs. (°C)                    | 2.0                                     | 5.0                                     | 6.0                                     | 11.5                                    | 12.0                                    | 12.0                                    | 12.5                                    | 14.5                                    | 9.5                                     | 7.0                                     | 6.3                                     | 5.0                                     | 2.0                                     |
| Precipitación total (mm)                | 6.9                                     | 3.7                                     | 7.5                                     | 23.0                                    | 76.3                                    | 163.4                                   | 137.4                                   | 139.9                                   | 133.9                                   | 61.3                                    | 11.4                                    | 7.5                                     | 772.2                                   |
| Días de precipitaciones (≥ 1 mm)        | 0.7                                     | 0.6                                     | 0.7                                     | 2.3                                     | 6.8                                     | 14.1                                    | 14.3                                    | 14.6                                    | 14.2                                    | 6.3                                     | 1.3                                     | 0.9                                     | 76.8                                    |
| Fuente: Servicio Meteorológico Nacional |                                         |                                         |                                         |                                         |                                         |                                         |                                         |                                         |                                         |                                         |                                         |                                         |                                         |

### Flora
Es generalizada la selva caducifolia; esta se distingue porque la forman árboles que tiran sus hojas durante el estiaje. Debido a las alturas orográficas del municipio, existen bosques de pino y encino.

### Fauna

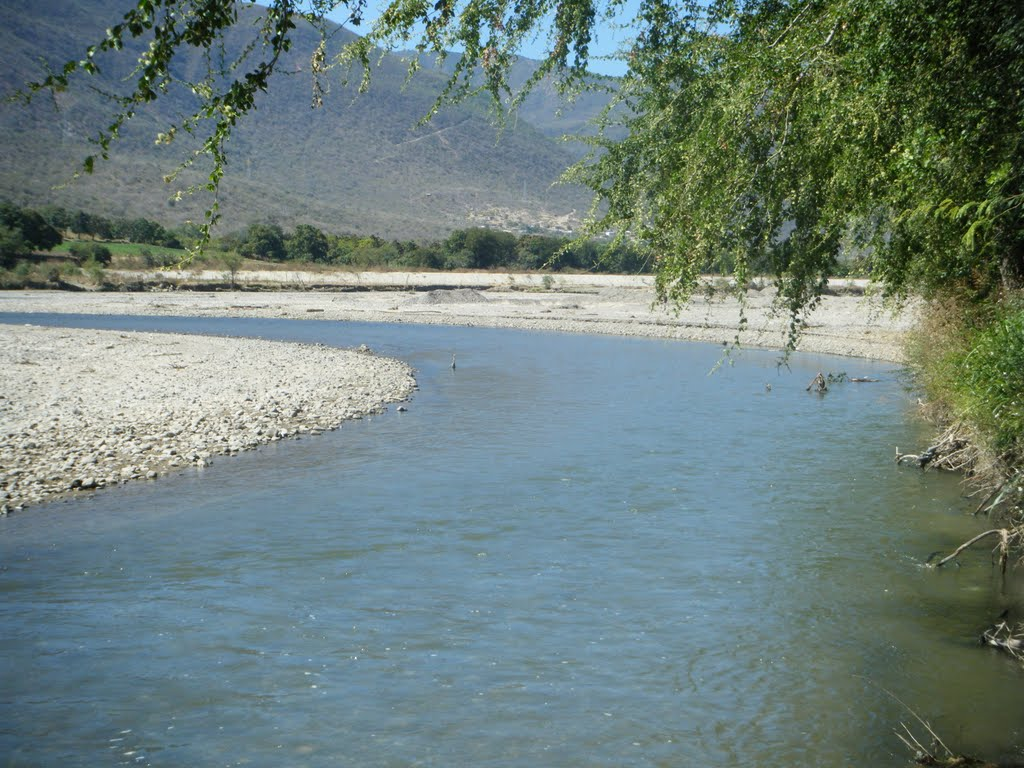
El Río Tlapaneco

Las especies más comunes son: conejo, tlacuache, venado, iguana, zorrillo, coyote, tejón, zorro, culebra, zopilote, paloma, gavilán, zanate y escorpión, entre otros.Algunos de estos animales han ido alejándose de la población debido a la destrucción de su habita como son el venado y la iguana.

### Recursos Naturales
Hay lugares donde se extrae minerales como el cobre, magnesio y zinc. Los recursos maderables son explotados para ser vendidos en diferentes partes de la ciudad, ya sea para usarse como remedios para la salud o como plantas de ornato , los árboles son derribados dejando grandes zonas taladas que no se reforestan.

### Hidrografía

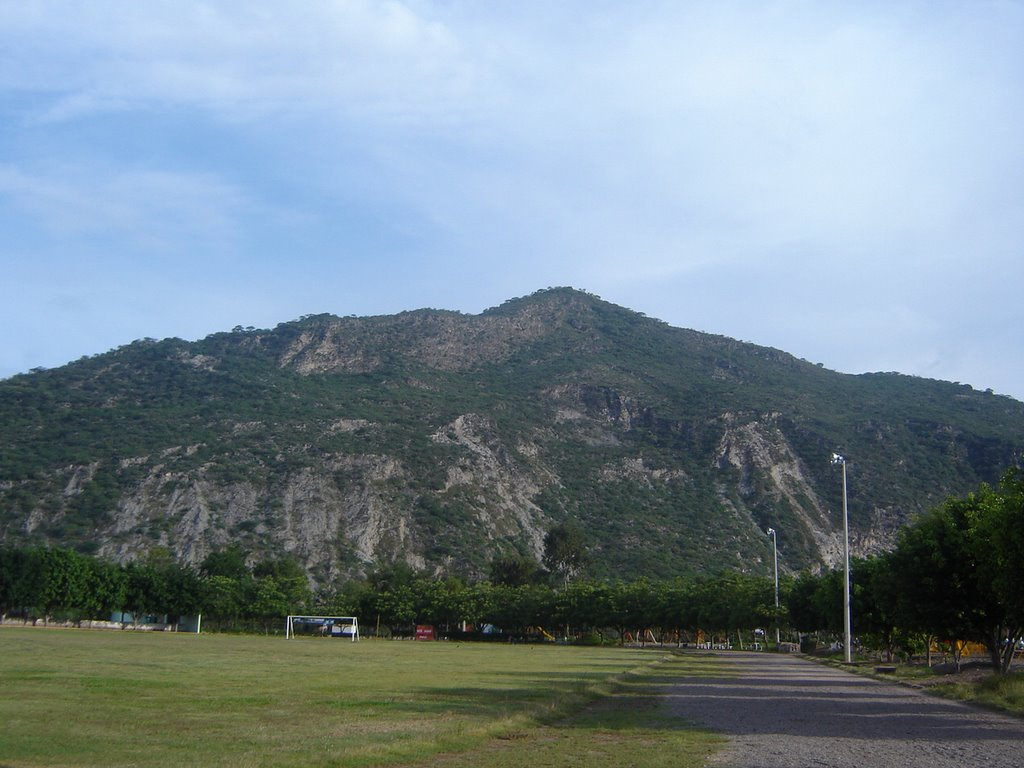
Cerro de la Cruz

Se considera que el más importante del municipio es el río Tlapaneco, que baja por la vertiente interior de la Sierra Madre del Sur para internarse a las orillas de la ciudad; también se considera afluente del río Balsas, en el río habita una variedad de peces de río, insectos como las libélulas y mosquitos; así como sapos y ranas. También hay ríos de importancia para los riegos de cultivo de los pueblos de alrededor como son: Zapotitlán, Igualita, Chiquito, Grandecomo. Los arroyos Atlenti y La Montaña son de escurrimientos temporales que se dan en la época de lluvia.

### Orografía
La región se encuentra en la Sierra Madre del Sur, una cadena montañosa localizada al sur de México. Esto que hace que la mayor parte de la superficie de la ciudad y el municipio sea montañoso; por lo que a la ciudad se le considera El Corazón de la Montaña. El área montañosa representa el 70% de la superficie; las zonas semiplanas ocupan el 20%; y las planas el 10%. Entre las elevaciones principales destacan los cerros Mazatepec o conocido como el cerro de los venados, El Mirador, nombrado así porque una de las caras del cerro se asemeja a la cara de un hombre; De la Cruz llamado así porque en la punta del cerro esta inscrustada una cruz y El Colorado; sus alturas varían de 1000 a 2000 m s. n. m.

### Territorio
El 20 de marzo de 1824, por Decreto, se le menciona como partido del estado de Puebla. El 27 de mayo de 1837, por Decreto, es distrito del partido del mismo nombre en el estado de Puebla. El 27 de octubre de 1849 se incorpora al nuevo estado de Guerrero. El 12 de marzo de 1850, por Decreto número 16, el nombre del distrito de Tlapa se cambia por el de distrito de Morelos. El 22 de octubre de 1880, por Decreto número 44, Tlapa recibe el rango de ciudad y el agregado “de Comonfort”, en recuerdo del presidente Ignacio Comonfort. Se nombra Tlapa al municipio, por mandato de Ley de División Territorial del 6 de agosto de 1952 y el oficio número 3044 del 9 de noviembre de 1953, siendo gobernador del estado el licenciado Alejandro Gómez Maganda.

## Gobierno
Actualmente el gobierno de Tlapa de Comonfort está compuesto por
- Presidente municipal, representado por Gilberto Solano Arreaga, por la coalición «VAMOS X TLAPA» conformada por el partido Partido Revolucionario Democrático PRD y el Partido de la Revolución Institucional PRI para el periodo 2021-2027 .
- Síndico procurador de Justicia
- Secretaria General
- 10 regidores
  - Regidor de Cultura
  - Regidor de Desarrollo Urbano
  - Regidor de Comercio
  - Regidor de Desarrollo Rural
  - Regidor de Salud
  - Regidor de Medio Ambiente
  - Regidor de Atención Migrantes
  - Regidor de Equidad de Género
  - Regidor de Asuntos Indígenas
  - Regidor de Educación

### Representación legislativa
Para la elección de los Diputados locales al Congreso del Estado de Guerrero y de los Diputados federales a la Cámara de Diputados de México, Tlapa de Comonfort se encuentra integrado en los siguientes distritos electorales:

#### Local
| Distrito                                | Cabecera           | Diputado                | Secciones | Partido | Ref.   |
| --------------------------------------- | ------------------ | ----------------------- | --------- | ------- | ------ |
| Distrito electoral local 17 de Guerrero | Tlapa de Comonfort | Erika Valencia Cardona  | 97        |         | [ 11 ] |
| Distrito electoral local 18 de Guerrero | Tlapa de Comonfort | Aristóteles Tito Arroyo | 102       |         | [ 11 ] |

#### Federal
| Distrito                                 | Cabecera           | Diputado               | Secciones | Partido | Ref.   |
| ---------------------------------------- | ------------------ | ---------------------- | --------- | ------- | ------ |
| Distrito electoral federal 5 de Guerrero | Tlapa de Comonfort | Javier Manzano Salazar | 16        |         | [ 12 ] |

## Demografía

### Población
Conforme al Censo de Población y Vivienda 2020 realizado por el Instituto Nacional de Estadística y Geografía (INEGI) con fecha censal del 2 de marzo de 2020, la ciudad de Tlapa de Comonfort tenía hasta ese entonces 59,580 habitantes. Es la quinta ciudad más poblada del Estado de Guerrero, detrás de Acapulco, Chilpancingo, Iguala y Zihuatanejo.
Notas
      Fuente:Instituto Nacional de Estadística y Geografía
- Censos de población (1900 - 1990, 2000 y 2010)[16]
- Conteos de Población (1995 y 2005)[16]

### Colonias

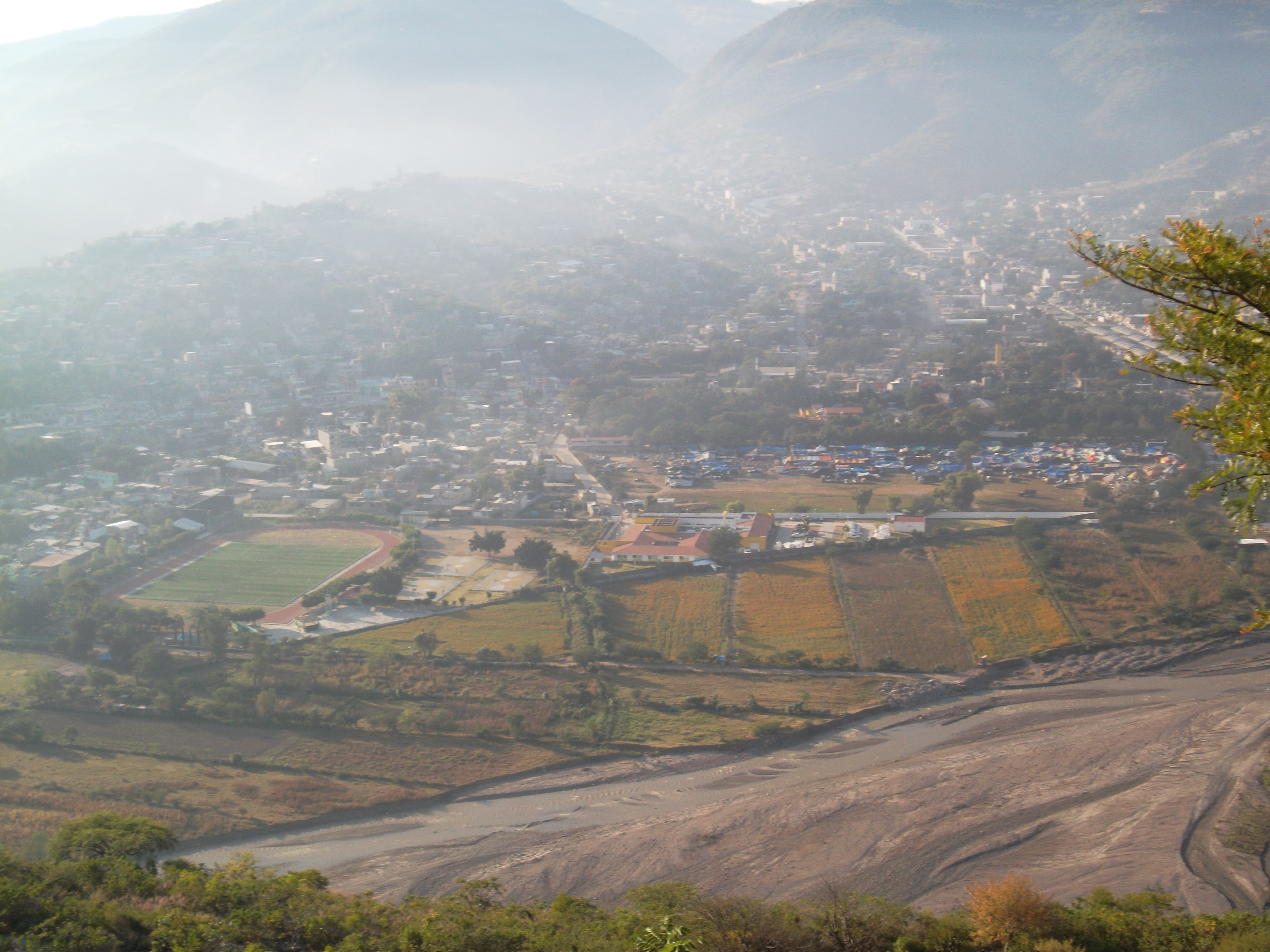
Tlapa donde se observan las colonias Aviación, Caltitlán, Santa Anita, Emiliano Zapata y al fondo Las Mesas

Se divide en 39 colonias que se ordenan a continuación:
1. 5 de Mayo
2. Ampliación Ejido San Francisco
3. Aviación
4. Benito Juárez
5. Buena Vista
6. Caltitlán
7. Centro Tlapa de Comonfort
8. Constitución
9. Cuba
10. El Dorado
11. El Peligro
12. Emiliano Zapata
13. Figueroa
14. Fovissste
15. Jardín de Niños
16. La Angostura
17. La Palma
18. Las Mesas
19. Lázaro Cárdenas
20. Loma Bonita
21. Los Zapotales
22. Mirasol
23. Monte Sinaí
24. Nueva Jerusalén
25. Pirámides De Contlalco
26. Renacimiento
27. San Antonio
28. San Diego
29. San Francisco
30. San Marcos
31. San Nicolás Vista Hermosa
32. Santa Anita
33. Tepeyac
34. Vicente Guerrero
35. Zona Militar

Algunas otras no se encuentran debidamente registradas pero forman parte de esta ciudad.
1. Las Palmas
2. Las Águilas
3. Reforma
4. Nazaret
5. El Aguaje
6. Monte Olivo
7. Unidad Habitacional Militar
8. Monte Gosen
9. Filadelfia
10. Luis Donaldo Colosio
11. Nuevo Paraíso
12. Plaza San lucas
13. Xochimilco
14. El Ahuaje
15. Jerusalén
16. Nueva Jerusalén
17. El Manantial

- Centro: se localizan la mayor parte de los negocios y el mercado Margarita Maza de Juárez. La Presidencia municipal, el Zócalo y el icónico Portal Morelos. Y la majestuosa catedral de San Agustín. Cuenta con la mayor matrícula de estudiantes de educación básica.
- Aviación: por su gran afluencia de personas y el mercado Nuevo Horizonte. Hace unas décadas se podía ver aterrizar avionetas en la aeropista que se ubicaba en esta área, por eso su nombre "Campo de Aviación"
- San Francisco: es una de las más extensas y pobladas, alberga en sus terrenos las terminales de autobuses y tiendas de autoservicio. Se localiza el CRIT-Montaña de Guerrero
- Loma Bonita: cuenta con su propia parroquia, tanque de agua.
- Santa Anita: cuenta con su propia parroquia y es de las más extensas.
- Cuba: de las colonias más antiguas de la ciudad.
- San Diego: el barrio más antiguo de la ciudad.
- San Antonio: la panorámica que se observa de la ciudad es hermosa. Su mayor característica es tener las Radiodifusoras locales, proliferan antenas de comunicaciones: "San Antonio de las Antenas"
- Pirámides de Contlalco: se encuentra un sitio arqueológico y el principal destino del transporte público. Posee una de las Zonas Escolares más numerosas y extensas de la ciudad, conjunto: CBTIs, CONALEP, secundarias Sor Juana Inés y Técnica. También se ubican la Cruz Roja Mexicana y la clínica del ISSSTE.
- Zona Militar: se encuentran el batallón de infantería, el cuartel de la Policía Estatal, el Instituto de la Mujer y el Hospital General IMSS Bienestar (especialidades).
- Ejido de San Francisco: por tener en sus territorios al Instituto Tecnológico Superior de la Montaña y las principales zonas agrícolas.
- El Peligro: colinda con el centro y se encuentran algunos establecimientos concurridos.
- Renacimiento: colonia con mayor crecimiento demográfico en las décadas pasadas.
- La Angostura: colinda con la colonia Tepeyac y donde se encuentra el bum inmobiliario de la ciudad.
- Las Palmas: en esta colonia se puede conseguir una vista de gran parte de la ciudad y se puede contemplar una vegetación natural de palmas en el "Cerro del Palmar". Representa el bum inmobiliario en la ciudad.

## Cultura

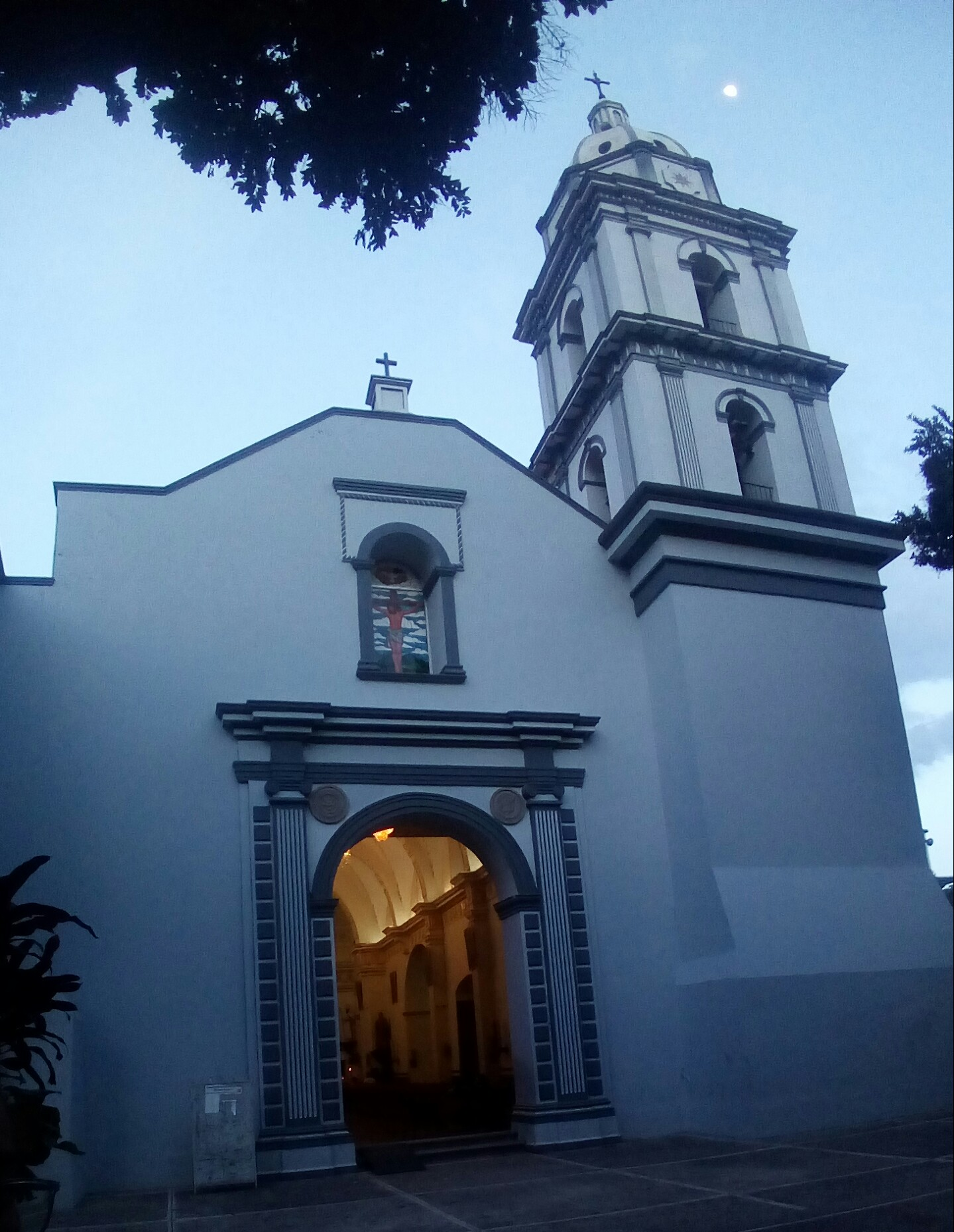
Catedral de San Agustín.

### Monumentos históricos y sitios de interés
Tlapa de Comonfort cuenta con algunas edificaciones históricas, las cuales están protegidas en el estado por el Registro Público de Monumentos y Zonas Arqueológicos del INAH, de acuerdo a la Ley Federal sobre Monumentos y Zonas Arqueológicos, Artísticos e Históricos de México.

#### Arquitectura civil
- Museo Comunitario en la cabecera municipal y en San Miguel Xoyatlán.
- Quiosco en el centro del Zócalo de la ciudad.

#### Arquitectura religiosa
- La catedral de San Agustín que data del año de 1500, fundada por los frailes agustinos que evangelizaron al pueblo. Un busto del caudillo de la Independencia, general Vicente Guerrero; un arco, símbolo de los triunfos guerrerenses en los diferentes combates. Ambos ubicados en la cabecera municipal.

### Fiestas y Tradiciones
El 23 de octubre se venera a Cristo Crucificado, que se conoce como el Señor del Nicho; participan las tradicionales danzas de Los Tecuanes y Los Moros.

### Personas destacadas
- Othon Salazar, Revolucionario

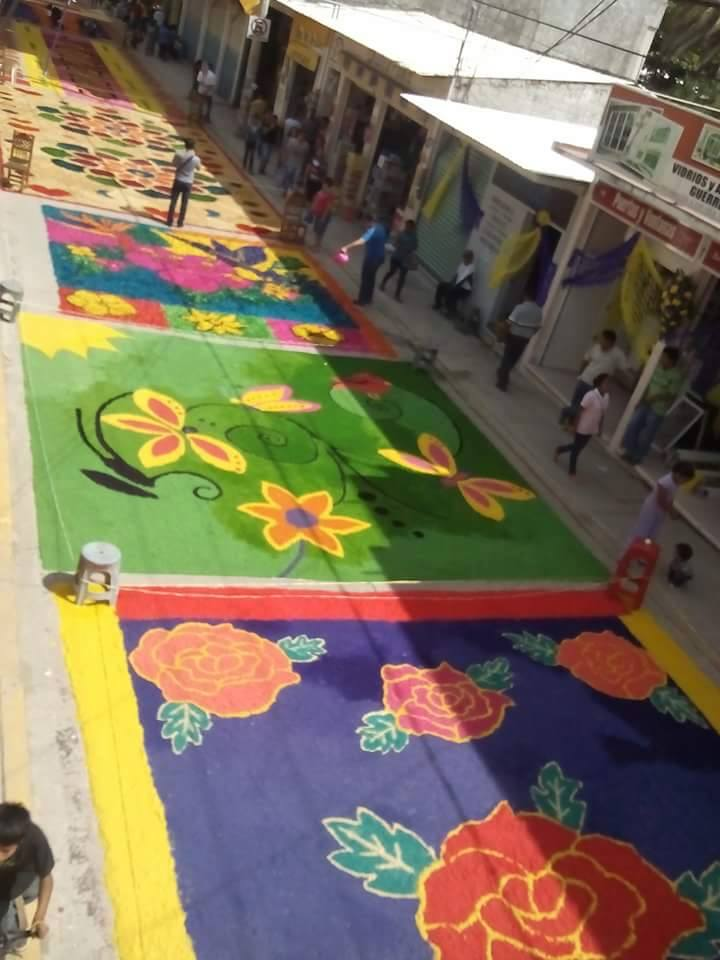
Tapetes de aserrín en las fiestas del Sr. del Nicho.

- Ignacio Comonfort,  Presidente de la República, liberal moderado que destacó en la Revolución de Ayutla
- Elpidio Cortés Piza, revolucionario
- Victoriano Maldonado, revolucionario
- Francisco Romano Guillemin (1883-1950), artista plástico
- Natalio Balbuena Parra, escrito y poeta
- Juan Mendiola, defensor del Pueblo de Tlapa
- Rafael Basurto Lara, Voz de Los Panchos
- Antonio Gálvez, revolucionario
- Benjamín Fernández, impulsor de la cultura
- Felipe Pacheco, militar
- Jesús Salmerón García, Cronista destacado de la ciudad, reconocido por sus obras literarias, fue docente y director.
- Moisés Pacheco, historiador
- Ángel Salazar, profesor, músico y compositor

## Economía
La economía de Tlapa se basa principalmente en actividades económicas como agricultura, ganadería, la industria y el comercio.

### Agricultura
En la actividad agrícola los principales productos que destacan en la producción son: maíz, nopal, frijol, cebolla, jitomate, chile y arroz. 

### Ganadería
Existen especies pecuarias tanto de ganado mayor como de ganado menor,  de las primeras destacan los bovinos,  caprinos,  porcinos,  equinos y ovinos. Respecto a los segundos, existen aves de engorda, de postura y guajolotes, así como colmenas.

### Industria
Molinos de nixtamal, tortillerías, tabiqueras, tejerías, fábricas de tabicón y celosía, acabado de sombrero de palma fino y corriente, huaracherías, curtidores de piel, carpinterías y la elaboración de palma corriente. 

### Comercio
En la cabecera municipal, existe un mercado y un tianguis y bodega rural, bodegas de la Secretaría de Agricultura,  Ganadería,  Desarrollo Rural,  Pesca y Alimentación,  para almacenamiento de fertilizantes; bodegas del Fideicomiso de la Palma (FIDEPAL) para la compra y almacenamiento de sombrero de palma, almacén que Impulsa el Pequeño Comercio  (IMPECSA),  que se encarga de apoyar directamente a la iniciativa privada y se dedica a distribuir mercancías al mediano y pequeños comerciantes y almacén de fertilizantes.

#### Comercios, Tiendas y Bancos
En la ciudad de Tlapa de Comonfort, Guerrero, se encuentran gran variedad de Comercios, Tiendas, Cooperativas y Bancos Comerciales entre los cuales están:
- Red Eco Cooperativa
- Un Banco BBVA
- Una tienda Bodega Aurrera
- Una tienda Super Chedraui de Grupo Chedraui
- Una tienda Elektra
- Tres tiendas Neto
- Una tienda Telas Parisina
- Un Banco Banamex
- Tres Bancos Azteca
- Un Banco del Bienestar
- Un Banco HSBC
- Compartamos Banco
- Casa de cambio Delgado Travel
- Casa de cambio Intermex
- Negocios locales Super Tony, Abarrotes Rocha y Super Juquila
- Tres Farmacias Similares
- Muchos locales de Telcel donde se venden equipos celulares así como recargas

## Turismo
Los atractivos turísticos en la cabecera son las huertas de árboles frutales a la orilla del río Tlapaneco y el convento agustino del siglo XVI. Las minas de Contlalco, la cascada de Axoxuca y la zona arqueológica de Chiepetlán. Además, es costumbre visitar el cerro de la Cruz ya que ofrece una maravillosa vista de la ciudad de Tlapa mientras se observa un amanecer o atardecer, también se puede hacer senderismo por sus diferentes bosques ya sea ocotes, encinos o mezquites en cualquier camino se disfruta el paseo, así mismo se puede visitar la localidad de Acatenco y disfrutar de los históricos ahuehuetes y pasar un día agradable, cuenta con un museo comunitario que expone piezas arqueológicas localizadas en la zona y fetiches encontrados en diferentes partes del municipio; también contiene objetos de historia local, tradiciones y costumbres; existe otro museo más modesto en San Miguel Zoyatlán.

## Transporte

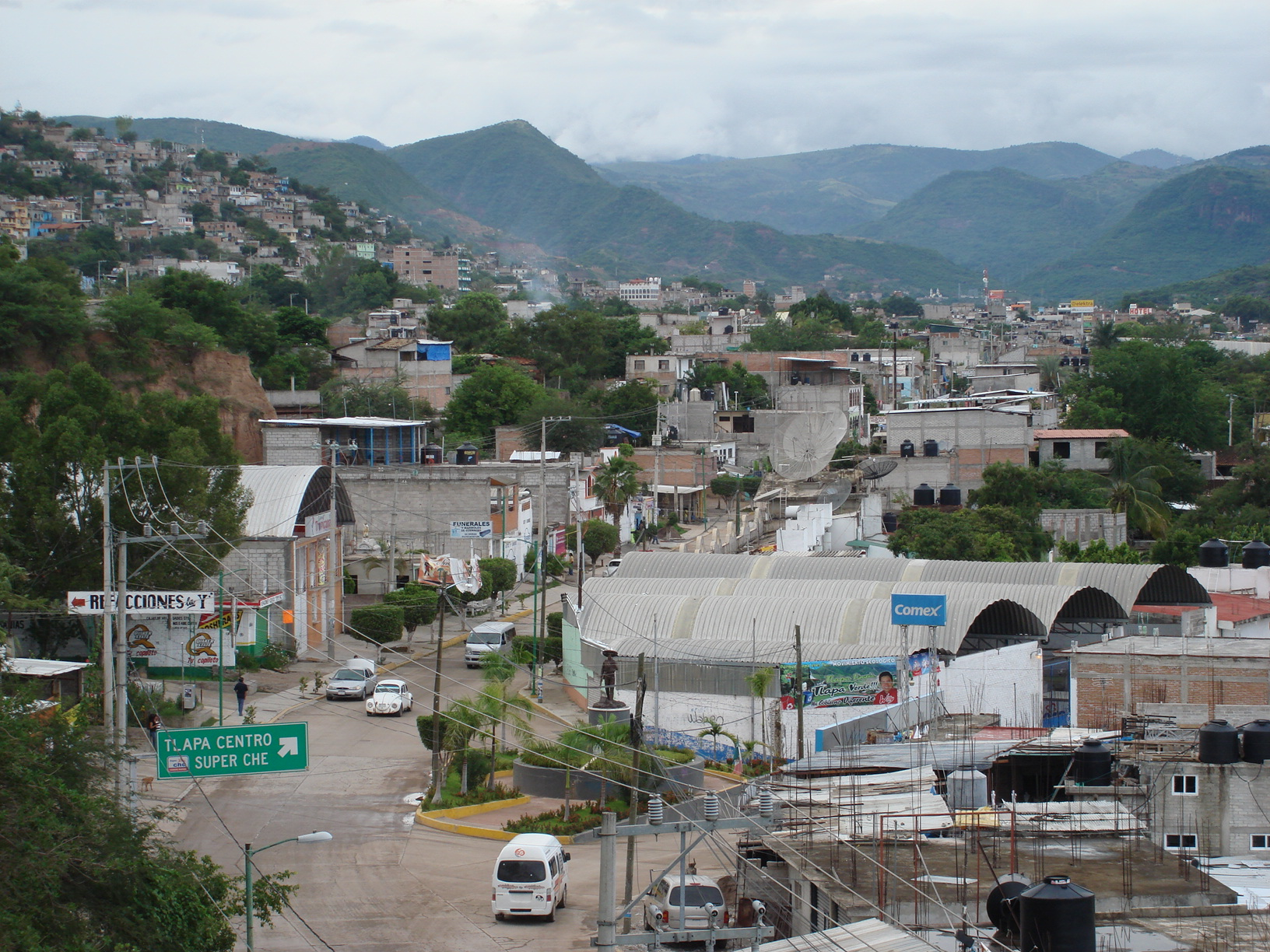
la "Y"

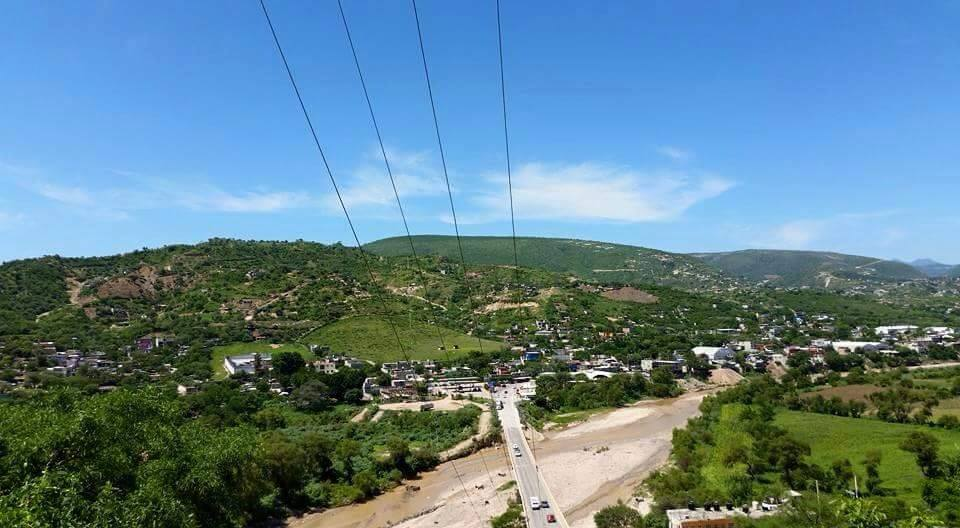
Puente a la salida a Puebla

### Vías de Transporte
La ciudad cuenta con tres salidas importantes, son:
- La Carretera Federal 93: https://en.wikipedia.org/wiki/Mexican_Federal_Highway_93 , que atraviesa a la ciudad y comunica con las ciudades de Chilpancingo y Puebla. Parte de la misma es el Libramiento de Tlapa Carretera Federal 93 (México 93L (Libramiento)) que ofrece una alternativa vial a los transportistas que tienen que cruzar la ciudad.
- La Carretera Tlapa -  Marquelia que comunica el corredor Turístico Costa Chica - Montaña. https://produccioncientificaluz.org/index.php/rvg/article/view/32400)

### Avenidas
Las principales avenidas de la ciudad son las siguientes: 
- Heroico Colegio Militar: Toma parte de la Carretera Federal 93 desde el arco y da fin en paseo Celeste.
- Hidalgo: inicia desde las orillas del río Jale hasta la "Y".
- Morelos: inicia en la "Y" y da fin hasta el río Jale.
- Guerrero: comienza en las orillas del río Jale hasta la colonia El Tepeyac.
- Pirámides de Contlalco: inicia en la "Y" hasta la salida a Puebla.
- Marquelia: inicia en el entronque con H. Colegio Militar y da fin en la colonia Constitución.
- Aeropuerto: inicia en el entronque con H. Colegio Militar y finaliza en entronque con la Marquelia.

## Servicios
El Ayuntamiento proporciona a la población los siguientes servicios: Seguridad Pública, Bancos, Energía eléctrica, Agua potable y alcantarillado, Parque y Jardines, Transporte, Panteón, Mercado municipal.
En la cabecera municipal la población cuenta con los medios de comunicación más necesarios,  tales como:  Agencia de correos,  una central de teléfonos de México y servicios domiciliarios de teléfonos automáticos  (LADA),  casetas de teléfono automático (LADA), Internet de Fibra Óptica en algunas colonias e Internet de Cable de Cobre en la mayor parte de la ciudad y de telefonía móvil Telcel, Bait y Movistar. Cuenta también con los servicios de TV Vision cable, VeTV, sky, Dish y Star TV

## Educación
La cabecera municipal cuenta con los niveles de educación básico, medio superior y superior en el ámbito público y privado de las que destacan son:
- Preescolar
- Ángel Miranda Basurto, centro
- Josefina Castañeda, Colonia Cuba
- Xochconotl, Colonia El Peligro
- Tlachichinolapa, Col Aviación
- Rafael Ramírez - Colonia Tepeyac

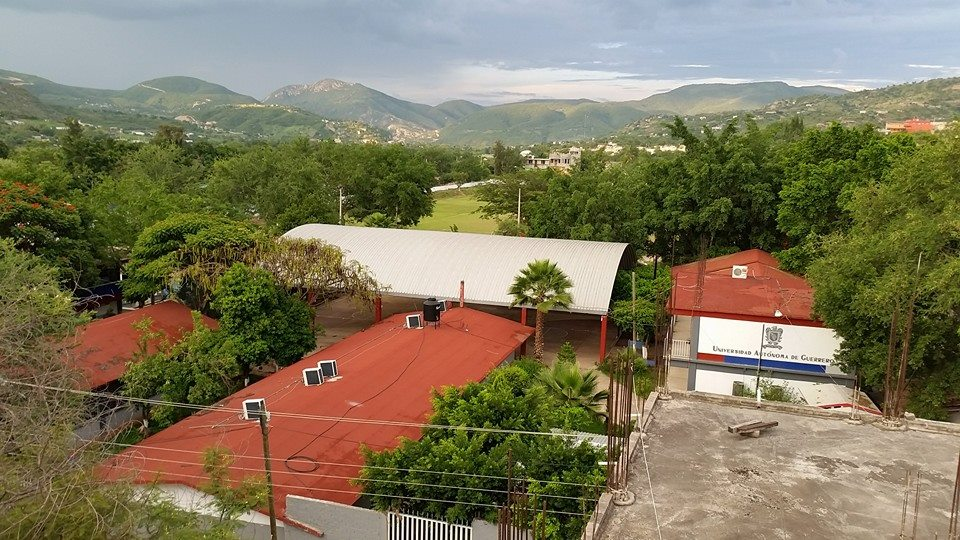
Prepa 11.

- R. Leyva Mancilla - Colonia San Francisco
- Benito Juárez - Colonia Caltitlan
- Yoloxochitl - colonia Lázaro Cárdenas
- Azteca - colonia contlalco

### Escuelas Primarias

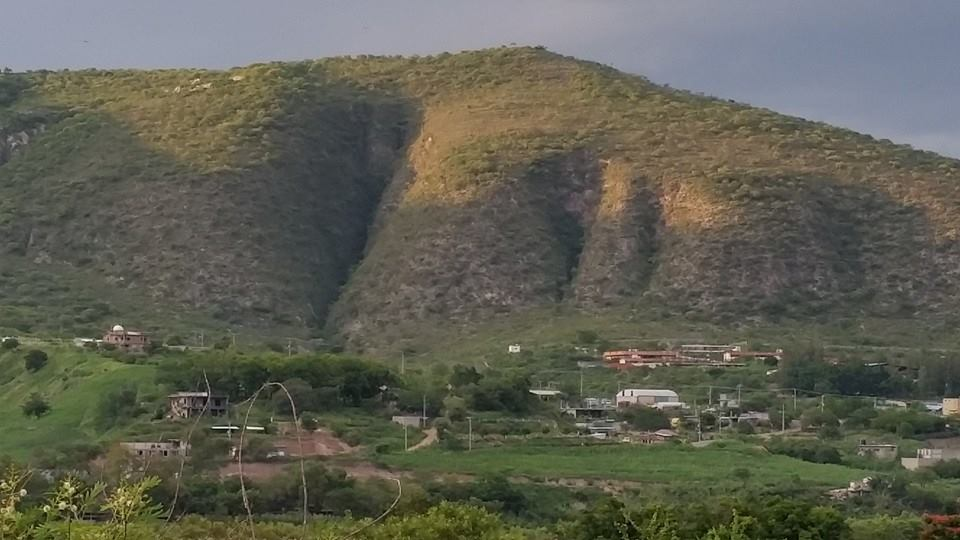
Vista al Instituto Tecnológico Superior de la Montaña.

- Adolofo López Mateos - colonia El Tepeyac
- Lázaro Cárdenas - colonia Centro
- Ignacio Manuel Altamirano - colonia Centro
- Caritino Maldonado Pérez - colonia Lázaro Cárdenas
- Justo Sierra - colonia San Francisco
- Luis Donaldo Colosio - colonia Caltitlán
- Rafael Ramírez - colonia San Miguelito
- Galileo - colonia Cuba
- Nicolás Bravo - colonia Aviación
- Ignacio Zaragoza - colonia 5 de mayo
- Vicente Guerrero _ Colonia San Antonio
- Ricardo Flores Magon- Colonia Las palmas

### Escuelas Secundarias
- Gral. Juan N. Álvarez - colonia Aviación
- Sor Juana Inés de la Cruz - colonia Contlalco
- Gral. Lázaro Cárdenas del Río - colonia Emiliano Zapata
- Escuela Secundaria Particular Paz Vallejo Muriana - colonia Centro
- Técnica Caritino Maldonado Pérez  - colonia Contlalco

### Medio Superior
- Unidad Académica Prepa 11 (UAGro) - colonia San Francisco
- CBTis n.º 178 - colonia Contlalco
- CBACH - Ejido de San Francisco
- CONALEP - colonia Contlalco
- COBACH - Colonia Fovissste
- CIESA (privada incorp. a la UAGro) - colonia Centro

### Superior
- Instituto Tecnológico Superior de la Montaña - Ejido de San Francisco
- Facultad de Derecho y de Enfermería de la UAGRO - colonia san Francisco
- Universidad Pedagógica Nacional - Tlapa - Ejido de San Francisco
- Centro Universitario del Pacífico Sur (privada) - colonia Centro
- Instituto iberoamericano español (privada) - colonia centro.
- Escuela Normal Regional de la Montaña - colonia Centro

## Transporte

### Taxis
En la ciudad existen varios sitios de taxis colectivos, entre los más destacados están:
- Juárez
- Señor del Nicho
- Ignacio Comonfort
- Taxis Mixtos y de mudanza
- Sitio Aviación
- 16 de Septiembre
- Elite

### Colectivos
Cuenta con transporte urbano que comunica a las colonias con el centro de la ciudad y diversos sitios educativos. 
Por ser el centro comercial de la región, de la ciudad salen colectivos hacia todas partes de la región Montaña.

### Autobuses de Pasajeros
Llegan varias líneas de autobuses a la ciudad de Tlapa y son las siguientes:

| Líneas de Autobuses | Destinos                                           |
| ------------------- | -------------------------------------------------- |
| Autobuses SUR       | CDMX Terminal de Autobuses de Pasajeros de Oriente |
| Autobuses Alta Mar  | Acapulco y Chilpancingo Grupo Estrella Blanca      |
| Autobuses Oro       | Central de Autobuses Puebla                        |

## Problemas sociales

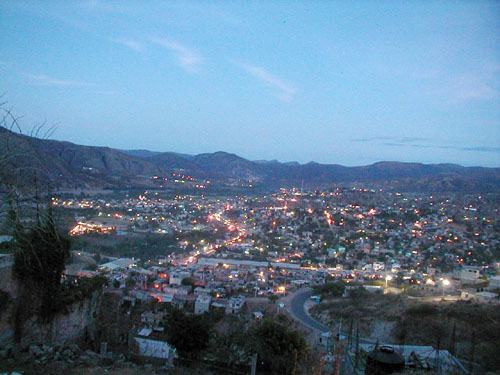
Vista de la ciudad.

### Contaminación
La ciudad en años anteriores contaba con un río con caudal definido pero con el aumento del saqueo de materiales para construcción (arena, grava, etc)  y al no haber autoridad competente que detenga la sobrexplotación éste se ha ido deteriorando. Con todo ello se vierten las aguas del drenaje al cauce arrasando la contaminación hacia las localidades y los municipios bajos. 
La quema de basura: En el basurero municipal provocando así el avenimiento del humo hacia la ciudad. En las calles de la ciudad personas pagadas (por el Ayuntamiento) se encargan de barrer la basura de los habitantes de Tlapa.